# Roy Nawi
Aharon Roy Nawi Nabi (in ebraico רוי נאווי‎?; Or Yehuda, 3 aprile 2004) è un calciatore israeliano, centrocampista dell'Hapoel Haifa in prestito dal Maccabi Tel Aviv.

## Carriera

### Club
Nawi è cresciuto nel settore giovanile del Maccabi Tel Aviv e nel 2023, dopo aver firmato il rinnovao del contratto, è stato ceduto in prestito per una stagione all'Hapoel Petah Tiqwa. Ha debuttato in prima squadra il 29 luglio 2023 nell'incontro di Coppa Toto pareggiato 0-0 contro il Maccabi Petah Tiqwa ed il 5 dicembre ha segnato il suo primo gol nel pareggio per 1-1 contro l'Hapoel Haifa.

### Nazionale
Il 7 maggio 2023 è stato incluso nella lista dei convocati per il Mondiale Under-20.

## Statistiche

### Presenze e reti nei club
Statistiche aggiornate al 30 aprile 2024.
| Stagione        | Squadra            | Campionato      | Campionato | Campionato | Coppe nazionali | Coppe nazionali | Coppe nazionali | Coppe continentali | Coppe continentali | Coppe continentali | Altre coppe | Altre coppe | Altre coppe | Totale | Totale | Totale |
| Stagione        | Squadra            | Comp            | Pres       | Reti       | Comp            | Pres            | Reti            | Comp               | Pres               | Reti               | Comp        | Pres        | Reti        | Pres   | Reti   |        |
| --------------- | ------------------ | --------------- | ---------- | ---------- | --------------- | --------------- | --------------- | ------------------ | ------------------ | ------------------ | ----------- | ----------- | ----------- | ------ | ------ | ------ |
| 2023-2024       | Hapoel Petah Tiqwa | LHA             | 28         | 1          | CI+TC           | 3+4             | 0               |                    | -                  | -                  |             | -           | -           | 35     | 1      |        |
| Totale carriera | Totale carriera    | Totale carriera | 28         | 1          |                 | 7               | 0               |                    | -                  | -                  |             | -           | -           | 35     | 1      |        |